# Medhy Anthony
Medhy Anthony  est un joueur français de volley-ball né le 24 décembre 1987. Il mesure 1,97 m et joue central.

## Clubs
| Club             | Pays   | De        | À         |
| ---------------- | ------ | --------- | --------- |
| FL Saint-Quentin | France | 2007-2008 | 2008-2009 |

## Palmarès
Néant.